# Эквиритмический перевод
Эквиритми́ческий перево́д (эквиритми́чный перево́д, фр. traduction équirythmique) — перевод стихов, выполненный с сохранением стихотворного размера (числа слогов, ударений, по возможности — деления на слова). Необходимость в таком переводе возникает в случае, если переводится текст песни (или либретто оперы) для исполнения на другом языке.
Перевод поэзии сложен уже сам по себе, но эквиритмический перевод особенно сложен. Подавляющее большинство переводов (на русский язык) не является эквиритмическим.

## Виды эквиритмичности
Эквиритмичность может быть полной или частичной. При частичной эквиритмичности не выдерживаются точные словоразделы, точное число ударений в строке, но сохраняются размер и клаузулы (окончания рифм — мужские, женские, иногда дактилические и гипердактилические). Например, стихотворение Гёте «Лесной царь» в известном переводе В. А. Жуковского не вполне сохраняет размер оригинала:

Wer reitet so spät durch Nacht und Wind

Кто скачет, кто мчится под хладною мглой?

Видно, что слог «ся» не соответствует немецкому оригиналу, и при пении приходится добавлять ноту (разделять одну на две). Эквиритмический перевод того же стихотворения (сделанный Виктором Коломийцевым) таков:

Wer reitet so spät durch Nacht und Wind

Кто мчится как вихрь в ночи глухой?

Полный текст обоих переводов опубликован в первом томе собрания песен Ф. Шуберта. Редактор тома Ю. Н. Хохлов в предисловии указывает, что при издании «привлечены и эквиритмические переводы В. П. Коломийцева, содержащиеся в сборнике „Тексты песен Шуберта (100 стихотворений)“, Л., 1933».
Пример эквиритмического перевода на английский язык стихотворения С. Я. Маршака, выполненного Ричардом Пивиэром (Richard Pevear):

Это он,

Это он,

Ленинградский почтальон.
This is him,

This is him,

New York mailman Mister Tim.

## Примеры эквиритмических переводов
- Эдуард Багрицкий — Роберт Бёрнс, «Джон Ячменное зерно»;
- Вадим Межников — «The Eagles», «Hotel California».